# Wauters vs. Waes
Wauters vs. Waes is een gezamenlijk Vlaams televisieprogramma van VTM en Eén, dat van januari tot maart 2014 op beide zenders te zien was. De eerste vijf afleveringen werden door Eén uitgezonden met een herhaling op dezelfde avond door VTM. Bij de laatste vijf afleveringen werden de rollen omgekeerd. Het is het eerste ontspanningsprogramma dat sinds de oprichting van de commerciële zender in 1989 in samenwerking met de publieke zender wordt gerealiseerd. Koen Wauters, een VTM-coryfee, en Tom Waes, een van de gezichten van Eén, gaan tien uitdagingen aan om uit te maken wie nu de strafste is. Als coaches, jury en supporters treden onder andere Cath Luyten en Cathérine Moerkerke op. Het programma is een coproductie van het onafhankelijk productiehuis deMENSEN en het interne VTM-productiehuis Operatie KoekoeK.
In maart 2015 won het programma op de worldfestival de hoofdprijs gewonnen op het worldfestival in de categorie 'Other Entertainment'. Op 18 april 2015 won het programma op het Gala van de Vlaamse Televisie Sterren 2015 de Ster voor het Beste Entertainment programma. In die show deelde Koen Wauters mee dat er een tweede seizoen zal komen. Later bleek dat er geen vervolg meer zou komen omdat de VRT geen interesse meer zou hebben.

## Pilot
In de aanloop naar het programmaseizoen kwamen Koen Wauters en Tom Waes op zondagavond 21 april 2013 een eerste maal op antenne in een korte editie van het programma die gelijktijdig op beide zenders werd uitgezonden en waarbij ze in duel traden over de naam van het programma, Wauters vs. Waes dan wel Waes vs. Wauters. De hierbij geselecteerde uitdaging, saunazitten, was door de makers zelf voorgesteld. Wauters won deze strijd door de saunazit het langst vol te houden. Waes verliet na 35 minuten de saunacabine. Dat deze proef niet helemaal gevaarloos is, is ook gebleken bij de annulering van het WK saunazitten in Finland wegens het risico. De beide presentatoren werden medisch gevolgd tijdens de proef en een urgentieteam stond stand-by tijdens de opname. Aansluitend op de uitzending van de pilot zonden beide zenders veelvuldig oproepen uit om voor het programma uitdagingen aan te brengen. De opnames van de uitdagingen van de kijkers gingen door in de lente en zomer van 2013.

## Voorafgaande reacties
Op 24 april, enkele dagen na de bekendmaking, reageerde de woordvoerder van SBS Belgium, waar de zenders VIER en VIJF deel van uitmaken, Kristof Demasure als volgt:
Wij zijn niet gecontacteerd om mee te werken. Wij stellen vast dat één en VTM voor het eerst in 24 jaar samen een programmareeks willen produceren. Dat dit net in het lanceringsjaar van VIER gebeurt, zal wellicht toeval zijn. Wij stellen ook vast hoe één- en VTM-gezichten tegenwoordig constant van de ene zender naar de andere switchen, en dat VRT-gezichten met heel veel moeite naar ons komen. Zelfs niet voor een superpopulair programma als De Slimste Mens. Er kunnen ongetwijfeld pertinente vragen gesteld worden over de exclusieve krachtenbundeling van de openbare en de commerciële marktleider.
Op 15 mei kwam er ook reactie uit politieke hoek. Bart Tommelein vond dat het programma niet rijmde met de beheersovereenkomst. Volgens Tommelein mocht de VRT niet samenwerken met private mediaspelers, behalve als deze maatschappij- en sectorversterkend werkte. Hij vond het ook vreemd dat niemand er problemen mee had dat een programma dat deels met belastinggeld werd gefinancierd, straks om de twee afleveringen door reclame zou worden onderbroken.

## Blessures
Tijdens de opnames kregen beide heren te maken met blessures. Koen Wauters ontwrichtte zijn schouders en had twee gekneusde ribben. Tom Waes brak zijn staartbeen, kneusde zijn ribbenkast en scheurde zijn buikspieren.

## Afleveringen
| Nr. | Titel                                                       | Winnaar & Score              | Kijkcijfers Eén | Kijkcijfers VTM | Uitzenddatum     |  |
| --- | ----------------------------------------------------------- | ---------------------------- | --------------- | --------------- | ---------------- |  |
| 1 | Bordeaux-Parijs                                             | Tom Waes 0 - 1               | 1.668.745       | 229.221         | 13 januari 2014  |  |
| Aangekomen met de TGV in Bordeaux krijgen Wauters en Waes van Cathérine Moerkerke en Cath Luyten te horen dat ze de volgende ochtend de historische wielerwedstrijd Bordeaux-Parijs zoals eerst verreden in 1891, moeten rijden op oude fietsen zonder versnellingen of vrijloop, doortrappers, met een carbidlamp voor verlichting 's nachts, in originele klederdracht, met kniekousen, met rugzak en een grote oude drinkbus, maar wel met een routenavigatiesysteem. Ze werden op regelmatige controlepunten opgewacht door Cath en Cathérine. Deze waren in Fradon, een lieu-dit in Clérac, Pont à Brac in Nonaville, Ruffec, Chasseneuil-du-Poitou (waar Tom en Koen een hotelkamer konden gebruiken om zich op te warmen en te slapen, wat beiden ook kort deden), Tours, Château-Renault en Lutz-en-Dunois. Toen het te erg regende kregen ze van de dames wel een 21e-eeuwse regenjas cadeau. De arrivée in Parijs lag in een parkje aan de Porte Maillot voorbij de Arc de Triomphe waar eerst nog de Champs-Élysées bergop lag te wachten. Waes eindigde eerste in een tijd van 46u 15', Wauters deed er 48u 16' over. |                                                             |                              |                 |                 |                  |  |
| 2 | Moderne vijfkamp                                            | Koen Wauters 1 - 1           | 1.750.995       | 249.572         | 20 januari 2014  |  |
| Wauters en Waes krijgen hun uitleg boven op de trappen van de Leeuw van Waterloo. Het is Freek Braeckman die hen uitlegt dat ze een moderne vijfkamp zullen uitvechten, elk ondersteund door meerdere coaches voor de verschillende onderdelen. Ze kregen ondersteuning in het schermen, zwemmen, paardrijden en pistoolschieten. Tijdens de oefenperiode blesseert Waes zich de eerste minuten dat hij op zijn paard zit, met kneuzingen aan vier ribben, gescheurde buikspieren en twee stampen van het paard op zijn been, waarna de hele oefenperiode met zes weken voor beiden werd uitgesteld. Waes deed Wauters geloven dat hij toch verder trainde met paardrijden om Wauters te overtuigen hier ook oefentijd in te steken. Bij de uitvoering laat Waes evenwel het paardrijden vallen, maar slaagt ook Wauters er niet in het onderdeel correct af te werken. Het zwemmen wordt gewonnen door Waes, het schermen door Wauters. Beiden starten dus, terug aan de voet van de Leeuw van Waterloo, met gelijke stand aan het gecombineerd onderdeel van hardlopen en schieten. Waes is veel te zenuwachtig en verliest hierdoor veel tijd aan de schietstand. Hij slaagt er niet in de benodigde geslaagde schoten te realiseren en Wauters wint hierdoor vlot deze aflevering. Voor de prijsuitreiking werd beroep gedaan op Arsène Pint, de laatste Belg die op de Olympische Spelen deelnam aan de moderne vijfkamp, en dat bij de Olympische Zomerspelen 1960 in Rome. |                                                             |                              |                 |                 |                  |  |
| 3 | Domino-effect                                               | Koen Wauters 2 - 1           | 1.615.822       | 273.983         | 27 januari 2014  |  |
| Wauters en Waes ontmoeten Staf Coppens in een verlaten hangar waar ze elk een vrachtwagen met dominostenen krijgen. Ze krijgen de opdracht een domino-effect-parcours te maken in een zaal in hun respectievelijk omroepgebouw, en worden daarbij bijgestaan door een ploeg naar keuze en een klein budget. Ze worden bij het parcours beoordeeld op originaliteit en effecten, spektakelwaarde en complexiteit op acht punten, en op het aantal omgevallen dominostenen op twee punten. Wauters besluit met zijn budget te investeren in extra dominostenen en bouwt een parcours met aandacht voor The Voice van Vlaanderen en het Rad van Fortuin. Waes wil vermijden dat muizen de constructies omstoten, en investeert in muizenvallen en een verdedigingswal rond zijn parcours. Waes verwerkt in zijn parcours de Brusselse VRT-toren en videocassettes, waarachter Clouseau zonder Koen klaar staat voor een verrassingsconcert. Bij Wauters vielen niet alle stenen, en onder meer het Rad van Fontuin viel niet om. De extra stenen compenseerden dit evenwel. Bij Waes was het de verdedigingswal die hem de das omdeed. De levenslijn kwam tot een stilstand bij een constructie over de wal, waardoor ze de stenen opnieuw moesten aantikken. Daardoor telde enkel de langste van de twee rijen dominostenen die apart gestart waren. Waes en Wauters kregen beiden 6 op 8 voor de beoordeling door de jury, maar de 2 punten voor de meeste stenen gingen naar Wauters, die de overwinning van de aflevering binnenhaalde. |                                                             |                              |                 |                 |                  |  |
| 4 | Minigolf - Snelwandelen - Groot Dictee der Nederlandse Taal | Tom Waes 2 - 2               | 1.761.600       | 229.286         | 3 februari 2014  |  |
| Wauters en Waes ontmoeten Kobe Ilsen en zes hen onbekende kampioenen. Zij moeten zonder verdere informatie kiezen in welke drie van de zes disciplines ze elkaar zullen bestrijden. Ze besluiten de drie oudste kampioenen te weerhouden, en ontsnappen zo onder meer aan een wedstrijd Highland Games. De drie overblijvende disciplines worden in een hun opgelegde volgorde afgelegd. De eerste proef levert bij overwinning 1 punt op, de tweede zorgt voor twee punten, de laatste is drie punten waard. Wauters wint nipt bij Minigolf, het is de laatste hole die besliste over die overwinning gezien ze vlak voor die hole nog gelijk stonden, Waes haalt het in de twee mijl Snelwandelen, waarbij Wauters met een rode kaart in de laatste rechte lijn trouwens wordt uitgesloten. De derde uitdaging zal alles bepalen. Ze gaan met een voormalig winnaar van het Groot Dictee der Nederlandse Taal, Joost Verheyen (1998), aan de slag voor een snelcursus dictee en leggen diezelfde avond in Den Haag naast elkaar gezeten in de Eerste Kamer der Staten-Generaal het Groot Dictee der Nederlandse Taal af. Martine Tanghe geeft hun persoonlijk hun uitslag en mag Waes feliciteren met de overwinning van deze aflevering. Waes haalde met 35 fouten in het dictee twee fouten minder dan Wauters. |                                                             |                              |                 |                 |                  |  |
| 5 | Klifduiken (high diving)                                    | Geen winnaar 2 - 2           | 1.697.818       | 293.033         | 10 februari 2014 |  |
| Wauters en Waes ontmoeten Evi Hanssen. Zij legt hen uit dat ze gaan moeten klifduiken (van een platform in het water springen op een hoogte van 20 meter). Ze worden onder meer gecoacht door Orlando Duque. De twee beginnen hun training in het Olympiabad van Brugge en gaan rustig van 2 naar 5 naar 7,5 meter. Wauters krijgt het al snel moeilijk. Met Waes gaat alles goed, hij haalt met gemak de 10 meter. Na 4 dagen gaan ze oefenen in het Oostenrijkse Sölden. Wauters heeft nog altijd moeilijk. Hij beslist om niet mee te springen op de wedstrijd in Malcesine aan het Gardameer. Waes is dat wel van plan, maar hij loopt een spierscheur op in de buik en mag niet springen van de organisatie. Niemand krijgt zo een punt. Waes krijgt een tweede kans enkele maanden later in Thailand, waar hij na enkele proefsprongen vanop 10 meter startverbod krijgt van zijn coach, wegens te veel zenuwen. De stand blijft op 2 - 2 staan. |                                                             |                              |                 |                 |                  |  |
| 6 | Liften                                                      | Koen Wauters 3 - 2           | 505.139         | 1.526.359       | 17 februari 2014 |  |
| Wauters en Waes worden aan de luchthaven door Bart Peeters opgewacht. Hij vraagt hen of ze rood of zwart verkiezen, wat de kleur van de blinddoek bepaalt, en of ze liefst cassoulet dan wel ravioli lusten wat de voedselpakketten bepaalt. Daarna krijgen ze elk een blinddoek en een koptelefoon op. Langs de koptelefoon horen ze een taalcursus die hen een paar zinnen in een hun onbekende taal bijbrengt, wat later Albanees blijkt te zijn. Daarna vliegen ze naar Albanië en worden ze met een busje ieder op een andere bestemming, vastgebonden op een berg in hun onderbroek achtergelaten. Ze moeten zichzelf eerst losmaken en dan zien ze een koffer met daarin voedselpakketten, een scoutsuniform dat ze moeten aantrekken en een brief. In de brief lezen ze dat ze door middel van te liften naar België moeten terugkeren. Er zijn wel enkele belangrijke regels: Ze mogen pas om 9 uur 's morgens beginnen te liften en moeten om 9 uur 's avonds stoppen en ze mogen met iedere persoon of voertuig maar maximaal 3 uur meerijden. Tom verliest de wedstrijd eigenlijk al de eerste avond aan de Baai van Kotor waar Koen door de veerboot te nemen daar waar Tom rond de baai lift, een niet meer in te halen voorsprong neemt. De eindbestemming is Lier, deze boodschap krijgen ze tussendoor in een berichtje van Bart Peeters. Koen komt na vier dagen liften als eerste aan. Hierdoor mag Bart Peeters Koen feliciteren met zijn overwinning en zo eindigt de stand op 3 - 2 in het voordeel van Koen. |                                                             |                              |                 |                 |                  |  |
| 7 | Interimwerk                                                 | Tom Waes 3 - 3               | 356.000         | 1.536.991       | 24 februari 2014 |  |
| Wauters en Waes worden door An Lemmens ontvangen bij Lemmens Interim waar ze te horen krijgen dat ze drie interimopdrachten tot een goed einde moeten brengen. In Leuven doen ze vier uur telefonische enquêtes bij het marktonderzoeksbureau GFK. De volgende ochtend worden ze bij Mora verwacht om acht uur lang Sitosticks, een soort saté's, samen te stellen aan de lopende band. Op woensdagnamiddag leggen de twee leerkrachten van de derde klas van de basisschool van de gemeenteschool van Zelem, aan Wauters en Waes uit wat zij vrijdag moeten geven in die klas. Na een voorbereidingsdag donderdag moeten ze vrijdag het communisme, de landen en hoofdsteden van Europa en het leven van respectievelijk Tom en Koen toelichten. Op het einde van de dag krijgen de kinderen een toets. De kinderen van Koen haalden allemaal ongeveer dezelfde scores, bij Tom waren er grote verschillen tussen de kinderen, alleen haalden de kinderen van Tom net een punt meer gemiddeld. Doordat Koen 2 enquêtes meer kon afleggen bij GFK, en Tom 51 Sitosticks meer kon produceren was het de schoolopdracht die de eindoverwinning voor Tom bepaalde. |                                                             |                              |                 |                 |                  |  |
| 8 | Mentale uithoudingsproef (Big Brother)                      | Koen Wauters 4 - 3           | 501.466         | 1.570.921       | 3 maart 2014     |  |
| Wauters en Waes worden door twee psychologen ontvangen en kort doorgelicht met een paar vragen. Vervolgens krijgen ze een Big Brother-woning te zien waar ze voor vijf dagen in gaan verblijven of tot iemand vijf punten heeft bereikt. Op onregelmatige tijdstippen gaat een lamp branden en moeten Koen en Tom om ter snelst op een knop drukken. In de controlekamer volgt Luk Alloo de proef. Hij geeft hen ook regelmatig opdrachten. Tom komt 1-0 voor door na 15 uur in het huis als eerste op de knop te drukken. Dan gaat de telefoon. Koen krijgt te horen dat de lamp opnieuw gaat branden als Tom in zijn croissant bijt. Het ontbijt wordt in een doorgeeflade aangereikt. Hoewel Tom pas laat een croissant neemt, kan Koen gelijkmaken. De volgende opdracht is een spel Trivial Pursuit, dat Koen wint, waardoor hij Tom 1 uur mag ketenen met handboeien. Ondertussen krijgt Koen te zien dat de lamp over 1 uur en 10 minuten opnieuw gaat branden. Omdat ze geen besef hebben hoelang een uur exact duurt, gaat er twee uur voorbij. Koen kan op de knop drukken en er 2-1 van maken. Dankzij winst in een spelletje blad-steen-schaar krijgt Koen een nieuwe tip en maakt er 3-1 van. Het volgende punt is opnieuw voor Tom: 3-2. De volgende opdracht: wie kan gokken welke dag het is en welk uur, wint een jas, warme voeding, een koptelefoon met muziek en ooglappen. Tom zit er slechts een kwartier naast. Koen drie kwartier. Er wordt gedurende verschillende sessies van 10 minuten tot 30 minuten harde muziek gespeeld, met een stroboscoop lichtflitsen gemaakt en de temperatuur zakt naar 8°C. Koen zet echter door en wanneer Tom ligt te slapen kan hij er 4-2 van maken. De volgende opdracht: in New York zit een man in een café met 2 knoppen, 'Koen' en 'Tom'. Ze moet om het snelst iemand vinden die op de knop kan drukken. Ze kennen alleen de straatnaam en de monumenten in de buurt. Tom komt erachter dat het een Belgisch biercafé is en kan de nummer van de eigenaar achterhalen. Die drukt op de knop van Tom amper 12 minuten na het toewijzen van de opdracht: 4-3. Direct erna gaat de lamp opnieuw branden. Beide heren hebben dit aanvankelijk niet door, tot Koen het opmerkt en er 5-3 van maakt, waardoor het spel eindigt na een 56-tal uren. |                                                             |                              |                 |                 |                  |  |
| 9 | Rolstoelsporten                                             | Geen punten uitgereikt 4 - 3 |                 | 1.537.133       | 10 maart 2014    |  |
| Wauters en Waes krijgen van Evy Gruyaert een speciale broek die ze een hele week moeten aanhouden. Deze broek zorgt ervoor dat je je benen niet kan bewegen, net zoals iemand met een handicap aan de benen. Er volgen 3 proeven voor 1 punt en ten slotte een marathon voor 3 punten. In het rolstoeltennis in de tennisclub van Zelem wint Koen met 7-5 van Tom en komt 1-0 voor. De volgende uitdaging is Quad Rugby. In de eerste helft speelt Koen bij het zwarte team en Tom bij het rode team. Het team van Koen leidt met 15-8 bij de rust. Bij het sterkere zwarte team kan Tom de kloof in de tweede helft verkleinen tot 1 punt: 22-21, maar net voor tijd maar het team van Koen er 23-21 van, waardoor Koen met 2-0 leidt, waardoor Tom de volgende proef moet winnen om Wauters vs. Waes nog te kunnen winnen, anders eindigt de aflevering op een gelijkspel en is Koen sowieso zeker van de overwinning. Ze trekken naar SnowWorld voor rolstoelski bij Kees-Jan van der Klooster. De laatste proef voor de marathon is een wedstrijd zitski. Koen komt echter zwaar ten val en blesseert zijn schouder, waardoor Tom er makkelijk 2-1 van kan maken. Omdat Koen met deze blessure niet kan deelnemen aan de marathon, wordt de marathon naar de laatste uitzending verplaatst. De winnaar krijgt niet 1, maar 2 punten en wint alzo Wauters vs. Waes. |                                                             |                              |                 |                 |                  |  |
| 10 | Rolstoelmarathon                                            | Tom Waes 4 - 5               | 374.000         | 1.719.158       | 17 maart 2014    |  |
| Wauters en Waes worden naar Lanzarote gestuurd waar ze een parcours van 42,2 km voorgeschoteld krijgen door triatleet Marc Herremans. Wauters krijgt de Franse paralympiër Claude Issorat als coach en Waes wordt gecoacht door de Belgische paralympiër Marieke Vervoort, waarna ze enkele dagen krijgen voor de laatste trainingen en de verkenning van het parcours. Waes gaat er vanaf de start vandoor terwijl Wauters door een valpartij voor de start terug aan zijn rolstoel moet laten sleutelen. Wauters kan enkel nog achtervolgen en uiteindelijk wint Waes het op kracht. Beiden rijden hun marathon volledig uit, Waes in 2u45, Wauters finisht 40 minuten later. |                                                             |                              |                 |                 |                  |  |

Eindwinnaar werd Tom Waes.

## Trivia
Het programma De Ideale Wereld op VIER neemt de heisa over het programma rond de samenwerking tussen de VRT en VMMa met een knipoog op. In De Ideale Wereld kwam een wekelijkse rubriek waar presentator Otto-Jan Ham de week na elke aflevering van Wauters vs. Waes ook dezelfde uitdaging aangaat. Zo speelt hij Wauters vs. Waes vs. Wham.
De geloofwaardigheid van sommige uitdagingen werd soms in twijfel getrokken. Zo zou er een kettingmail zijn rondgegaan waarbij er geclaimd werd dat de eerste aflevering in scène zou gezet zijn en beide presentatoren toch in een mobilhome zouden slapen 's nachts. Het productiehuis ontkende dit volledig.
Koen Wauters heeft samen met zijn team het Belgisch record domino behaald. Zo'n 74.407 dominosteentjes zijn tegen de vlakte gegaan. Dit gebeurde tijdens de derde uitdaging van Wauters vs. Waes. Zes dagen later werd het record van Koen echter opnieuw verbroken door Otto-Jan Ham tijdens een uitzending van De Ideale Wereld. Samen met zijn team liet hij 100.314 steentjes omvallen. Het team van Ham bestond naast de presentatoren van De Ideale Wereld, ook uit de West-Vlaamse jongens die het Belgisch record hadden voordat Koen Wauters het brak.